# Gen WNT10A
Gen WNT10A là gen mã hoá một sản phẩm cùng tên là prôtêin WNT10A ở người.
- Các tên khác của gen hoặc của protein này (xem bảng bên):

- OODD (Odonto-onycho-dermal dysplasia),
- SSPS,
- STHAG4,
- Thành viên 10A họ Wnt.
- Lô-cut của gen này trên DNA:[2]

- Đinh vị ở vai q35 của nhiễm sắc thể số 2;
- Bắt đầu từ: bp thứ 218.880.852;
- Kết thúc ở: bp thứ 218.899.851.

## Chức năng bình thường
- Gen WNT10A là một thành viên trong họ gen WNT (gồm các gen liên quan đến mã hoá cấu trúc một số prôtêin của đường truyền tín hiệu WNT). Những prôtêin này ảnh hưởng đến một số quá trình phát sinh và phát triển của phôi, trong đó có sự điều hòa số phận tế bào.[4][5]
- Gen WNT10A đóng vai trò quan trọng trong sự phát triển bắt đầu phôi thai người (trước khi sinh ra) do sản phẩm của nó hướng dẫn quá trình tạo ra các prôtêin của con đường truyền tín hiệu tế bào theo phương thức hóa học trong bào thai. Tín hiệu Wnt kiểm soát hoạt động của một số gen nhất định và điều chỉnh sự tương tác giữa các tế bào trong quá trình phát triển phôi. Prôtêin được sản xuất từ gen WNT10A đóng vai trò trong sự phát triển của nhiều bộ phận trong cơ thể. Nó cần thiết cho sự hình thành các mô phát sinh từ lớp ngoại bì (ectoderm), từ đó phân hoá thành da, tóc, móng, răng và tuyến mồ hôi của người. Bởi vậy, prôtêin WNT10A đặc biệt quan trọng đối với sự hình thành và định hình của cả răng sữa và răng trưởng thành.[4]

## Biểu hiện lâm sàng

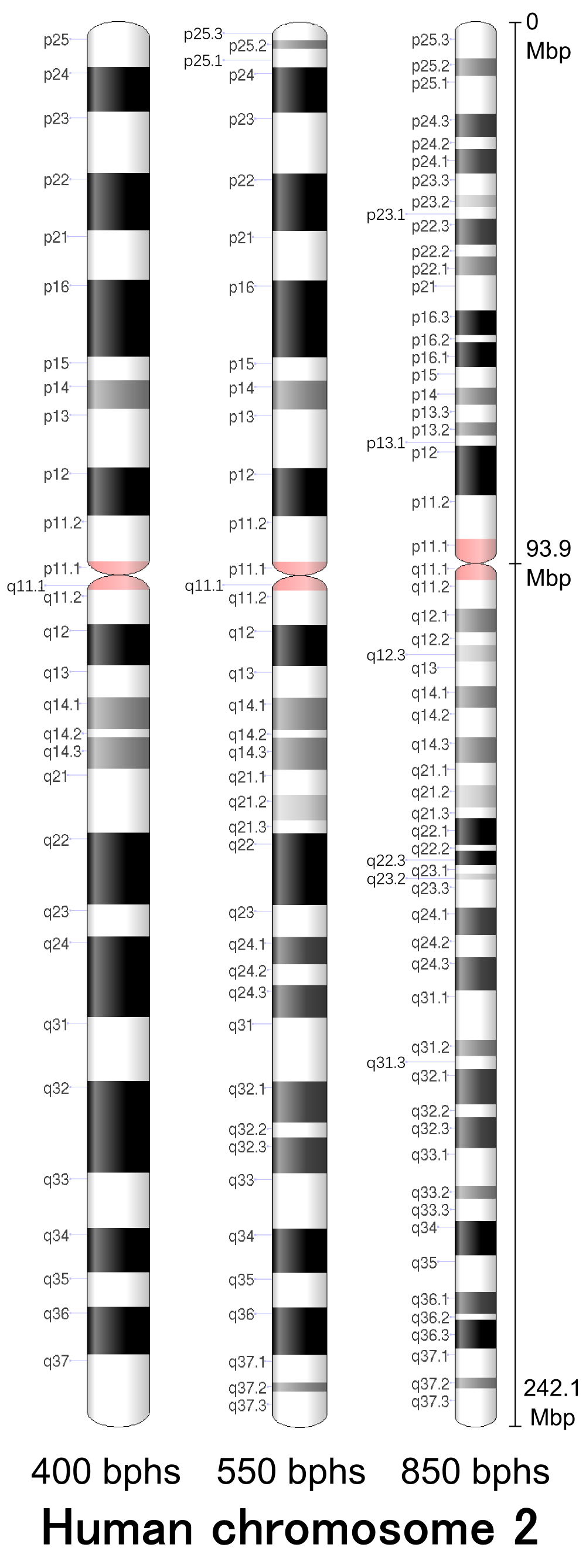
Sơ đồ mô hình dải băng nhờ nhuộm Giemsa nhiễm sắc thể số 2 của người, ở ba độ phân giải khác nhau (400, 550 và 850 bph). Chú thích: Đen và xám là Giemsa +. Màu hồng là tâm động. Gen WNT10A định vị ở q35.

Khi gen WNT10A bị đột biến, nó có thể gây ra nhiều chức năng bất thường, tạo nên nhiều bệnh lý hoặc hội chứng di truyền.
- Một số đột biến trong gen WNT10A đã được xác định là nguyên nhân gây ra chứng loạn sản biểu bì, dẫn đến sự phát triển bất thường của da, tóc, móng, răng và tuyến mồ hôi. Chứng loạn sản ngoài da do dị ứng được đặc trưng bởi khả năng giảm mồ hôi (hypohidrosis), da đầu và lông trên cơ thể rất thưa thớt (hypotrichosis), thiếu răng bẩm sinh. Đột biến gen WNT10A chiếm khoảng 5 % của các trường hợp loạn sản ngoài màng cứng.[4] Đột biến trong gen WNT10A có liên quan đến hội chứng Schöpfát-Schulz-Passund và thiếu răng bẩm sinh dạng hypodontia.[6][7]
- Đột biến trong gen WNT10A còn đã được báo cáo là gây ra một số dạng loạn sản ngoài tử cung hiếm gặp khác, như loạn sản odonto-onycho-dermal (OODD) và hội chứng Schopf-Schulz-Passarge (SSPS). OODD đặc trưng bởi tóc khô, thiếu răng, lưỡi trơn, móng tay và móng chân bất thường, da dày ở lòng bàn tay và lòng bàn chân (palmoplantar keratoderma), hay lòng bàn tay cùng lòng bàn chân rất nhiều mồ hôi (chứng tăng tiết mồ hôi hyperhidrosis). Hội chứng SSPS gồm các biểu hiện lâm sàng chính là: thiếu răng bẩm sinh, hypotrichosis, palmoplantar keratoderma và u nang trên các cạnh mí mắt.
- Hơn 70 đột biến ở gen WNT10A đã được xác định ở những người mắc các dạng loạn sản ngoài da khác nhau do các đột biến này làm thay đổi các amino acid trong chuỗi pôlypeptit tạo nên prôtêin WNT10A, làm suy yếu chức năng của nó. Các nhà nghiên cứu vẫn đang tiếp tục xác định tại sao cùng đột biến gen này lại có thể gây ra một số rối loạn khác nhau.

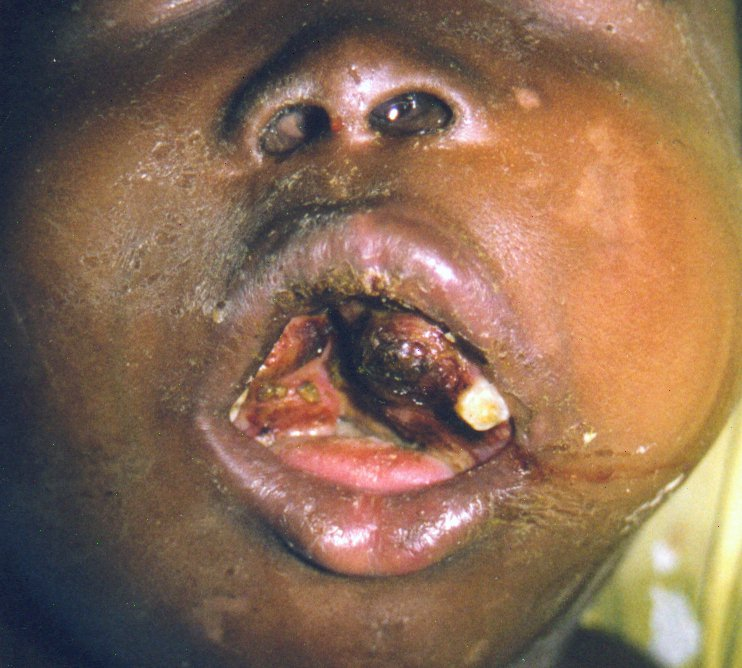
Ung thư hạch Burkitt vùng hàm mặt ở một người bệnh Nigeria 7 tuổi.

- Gây bất thường do gen này còn được thể hiện mạnh mẽ trong các dòng tế bào ở bệnh bạch cầu cấp tính (Acute promyelocytic leukemia) và ở ung thư hạch Burkitt (Burkitt lymphoma). Ngoài ra, sự biểu hiện gen quá mức của nó và một thành viên khác cùng họ là gen WNT6 (định vị liền kề với nó) đều biểu lộ rất mạnh trong các dòng tế bào ung thư đại trực tràng. Sự biểu hiện gen quá mức có thể đóng vai trò chính trong việc gây ung thư thông qua kích hoạt đường dẫn tín hiệu WNT-beta-catenin-TCF.[8] Đột biến gen WNT10A còn liên quan đến hội chứng Schöpfát-Schulz-Passund (hoặc Schöpf-Schulz-Passarge syndrome).[6][7][9]
- Khi gen đột biến, protein WNT10A đột biến được biểu hiện mạnh mẽ trong các dòng tế bào của bệnh bạch cầu nguyên bào và ung thư hạch Burkitt (hình bên). Ngoài ra, gen này và một thành viên khác cùng họ là gen WNT6, cùng biểu hiện mạnh mẽ trong các dòng tế bào ung thư đại trực tràng. Sự biểu hiện quá mức của gen có thể đóng vai trò quan trọng trong quá trình phát sinh ung thư thông qua việc kích hoạt đường truyền tín hiệu WNT-beta-catenin-TCF. Gen này và gen WNT6 được tập hợp trong vùng 2q35 của nhiễm sắc thể số 2.[5] Các đột biến trong gen WNT10A có liên quan đến hội chứng Schöpf – Schulz – Passarge[10] và hypodontia.[11]

## Đọc đủ hơn
- Gelebart P, Anand M, Armanious H, và đồng nghiệp (2008). "Constitutive activation of the Wnt canonical pathway in mantle cell lymphoma". Blood. Quyển 112 số 13. tr. 5171–9. doi:10.1182/blood-2008-02-139212. PMC 2597612. PMID 18787224.
- Beaty TH, Hetmanski JB, Fallin MD, và đồng nghiệp (2006). "Analysis of candidate genes on chromosome 2 in oral cleft case-parent trios from three populations". Hum. Genet. Quyển 120 số 4. tr. 501–18. doi:10.1007/s00439-006-0235-9. PMID 16953426.
- Nawaz S, Klar J, Wajid M, và đồng nghiệp (2009). "WNT10A missense mutation associated with a complete odonto-onycho-dermal dysplasia syndrome". Eur. J. Hum. Genet. Quyển 17 số 12. tr. 1600–5. doi:10.1038/ejhg.2009.81. PMC 2987016. PMID 19471313.
- Gerhard DS, Wagner L, Feingold EA, và đồng nghiệp (2004). "The status, quality, and expansion of the NIH full-length cDNA project: the Mammalian Gene Collection (MGC)". Genome Res. Quyển 14 số 10B. tr. 2121–7. doi:10.1101/gr.2596504. PMC 528928. PMID 15489334.
- Ota T, Suzuki Y, Nishikawa T, và đồng nghiệp (2004). "Complete sequencing and characterization of 21,243 full-length human cDNAs". Nat. Genet. Quyển 36 số 1. tr. 40–5. doi:10.1038/ng1285. PMID 14702039.
- Medland SE, Nyholt DR, Painter JN, và đồng nghiệp (2009). "Common variants in the trichohyalin gene are associated with straight hair in Europeans". Am. J. Hum. Genet. Quyển 85 số 5. tr. 750–5. doi:10.1016/j.ajhg.2009.10.009. PMC 2775823. PMID 19896111.
- Strausberg RL, Feingold EA, Grouse LH, và đồng nghiệp (2002). "Generation and initial analysis of more than 15,000 full-length human and mouse cDNA sequences". Proc. Natl. Acad. Sci. U.S.A. Quyển 99 số 26. tr. 16899–903. doi:10.1073/pnas.242603899. PMC 139241. PMID 12477932.
- Yerges LM, Klei L, Cauley JA, và đồng nghiệp (2009). "High-density association study of 383 candidate genes for volumetric BMD at the femoral neck and lumbar spine among older men". J. Bone Miner. Res. Quyển 24 số 12. tr. 2039–49. doi:10.1359/jbmr.090524. PMC 2791518. PMID 19453261.
- Memarian A, Hojjat-Farsangi M, Asgarian-Omran H, và đồng nghiệp (2009). "Variation in WNT genes expression in different subtypes of chronic lymphocytic leukemia". Leuk. Lymphoma. Quyển 50 số 12. tr. 2061–70. doi:10.3109/10428190903331082. PMID 19863181.